# 기타무라 도모야
기타무라 도모야(일본어: 北村 知也, 1996년 9월 15일~)는 일본의 축구 선수이다.

## 구단 경력
그는 2019년 J3리그의 로아소 구마모토에 입단했다. 2021년까지 45경기에 출전하여, 11득점을 넣었다. 2022년 테게바자로 미야자키로 이적했고, 3년동안 팀에서 뛰었다. 2025년 일본 풋볼 리그의 아틀레티코 스즈카로 이적했다.